# Olmet-et-Villecun
Olmet-et-Villecun este o comună în departamentul Hérault din sudul Franței. În 2009 avea o populație de 148 de locuitori.

## Evoluția populației
| An        | 1975 | 1982 | 1990 | 1999 | 2006 | 2009 |
| --------- | ---- | ---- | ---- | ---- | ---- | ---- |
| Populație | 68   | 73   | 92   | 114  | 142  | 148  |